# 李炳煜
李炳煜，（韓語：리병욱，1936年—），朝鮮民主主義人民共和国（北朝鮮）軍人、政治家。朝鲜人民军大将。

## 简历
- 1936年出生于两江道。
- 1983年4月晋升中将军衔。
- 1984. 2－ 1998.9任人民武装力量部副部长
- 1992年4月晋升大将
- 1998.9－2000.9任人民武装力量省副相
- 2000.9任人民武装力量部副部长
- 1998年7月当选第十届最高人民会议代表。